# Lisa Hauser
Lisa Theresa Hauser (Kitzbühel, 16 de diciembre de 1993) es una deportista austríaca que compite en biatlón.
Ganó tres medallas en el Campeonato Mundial de Biatlón de 2021, oro en la prueba de salida en grupo y  plata en persecución y en el relevo mixto. Participó en tres Juegos Olímpicos de Invierno, entre los años 2014 y 2022, ocupando el octavo lugar en Sochi 2014 (relevo mixto) y el cuarto en Pekín 2022 (velocidad).

## Palmarés internacional
| Campeonato Mundial | Campeonato Mundial   | Campeonato Mundial | Campeonato Mundial |
| Año                | Lugar                | Medalla            | Prueba             |
| ------------------ | -------------------- | ------------------ | ------------------ |
| 2021               | Pokljuka (Eslovenia) | Medalla de oro     | Salida en grupo    |
| 2021               | Pokljuka (Eslovenia) | Medalla de plata   | Persecución        |
| 2021               | Pokljuka (Eslovenia) | Medalla de plata   | Relevo mixto       |